# حمید بیات
حمید بیات (زادۀ ۱۳۴۰) دیپلمات اهل ایرانی و سفیر پیشین جمهوری اسلامی ایران در کشور ایتالیا بوده‌است.

## بیوگرافی
کارشنارس ارشد دفتر مطالعات وزارت خارجه    ۱۴۰۱
سفیر ایران در ایتالیا  ۱۳۹۷- ۱۴۰۱
معاون مدیر کل اروپا ۱۳۹۶ تا ۱۳۹۷
معاون مدیرکل غرب اروپا ۱۳۹۴ تا ۱۳۹۶
سفیر ایران دردانمارک ۱۳۹۱ تا ۱۳۹۴
مدیرکل خاورمیانه وشمال آفریقا ۱۳۸۸ تا ۱۳۹۱
مدیرکل شمال وغرب افریقا وزارت خارجه  ۱۳۸۶ تا ۱۳۸۸
مشاور معاون عربی وافریقا ۱۳۸۴ تا ۱۳۸۶
سفیر ایران در سودان  ۱۳۸۰ تا ۱۳۸۴
رییس اداره خاورمیانه۱۳۷۶ تا ۱۳۸۰
معاون اداره خاورمیانه ۱۳۷۴ تا ۱۳۷۶
کارشناس سیاسی سفارت ایران در سوریه ۱۳۶۹ ت ۱۳۶۷

کارشناس سیاسی اداره خاورمیانه ۱۳۶۷تا ۱۳۶۹